# American Gangster
Cet article concerne le film de Ridley Scott. Pour l'album de Jay-Z, voir American Gangster (album).
Pour plus de détails, voir Fiche technique et Distribution.
American Gangster ou Gangster américain au Québec est un film de gangsters américain réalisé par Ridley Scott, sorti en 2007.
Le film retrace une partie de la carrière criminelle du délinquant américain Frank Lucas et la poursuite de ce dernier par l'inspecteur Richie Roberts. Il reçoit de bonnes critiques et connaît un bon succès au box-office.

## Synopsis
À New York, en 1968, tandis que la guerre du Viêt Nam fait rage, des conflits opposent les nombreuses familles de la pègre new-yorkaise, dont fait partie celle de Ellsworth « Bumpy » Johnson, à Harlem. Bumpy n'est pas un parrain ordinaire : il est noir et sait se rendre populaire : par exemple, il offre des dindes aux démunis à Thanksgiving.
Après la mort de Bumpy, Frank Lucas, son chauffeur et bras droit, décide de reprendre ses affaires en mettant au point une nouvelle stratégie de trafic de stupéfiants : vendre de l'héroïne pure directement importée du Viêt Nam, à la moitié du prix de celle des autres trafiquants, de bien moins bonne qualité. Le succès de cette drogue, appelée « Blue Magic », est immédiat et Frank Lucas écrase ses concurrents.
Mais l'inspecteur Richie Roberts, à la suite de la mort par surdose de son ancien coéquipier, s'intéresse à cette nouvelle drogue et se bat afin de faire tomber Frank Lucas de sa position. Mais l'inspecteur et le trafiquant vont avoir un ennemi en commun : le groupe antidrogue ripoux menée par l'inspecteur Trupo qui veut taxer le trafic de Frank Lucas.

## Fiche technique
Sauf indication contraire, les informations mentionnées dans cette section peuvent être confirmées par la base de données cinématographiques IMDb,  présente dans la section « Liens externes ».
- Titre original et français : American Gangster
- Titre québécois : Gangster américain
- Réalisation : Ridley Scott
- Scénario : Steven Zaillian, d'après l'article The Return of Superfly de Mark Jacobson
- Musique : Marc Streitenfeld
- Direction artistique : Nicholas Lundy
- Décors : Arthur Max
- Costumes : Janty Yates
- Photographie : Harris Savides
- Montage : Pietro Scalia
- Production : Brian Grazer et Ridley Scott
  - Coproduction : Sarah Bowen et Jonathan Filley
  - Production déléguée : Michael Costigan, Branko Lustig, Nicholas Pileggi, Jim Whitaker et Steven Zaillian
- Sociétés de production : Universal Pictures, Imagine Entertainment, Relativity Media, Scott Free Productions et WR Universal Group
- Société de production : Universal Pictures (États-Unis), Paramount Pictures (France)
- Budget : 100 millions $[1]
- Pays de production :  États-Unis
- Langue originale : anglais
- Format : couleur (Technicolor) — 35 mm — 1,85:1 — son Dolby Digital
- Genre : Biopic, thriller, film de gangsters
- Durée : 157 minutes, 176 minutes (version longue)
- Dates de sortie : 
  - États-Unis : 19 octobre 2007 (avant-première à New York) ; 2 novembre 2007 (sortie nationale)
  - France : 14 novembre 2007
- Classification[2] :
  - États-Unis : R
  - France : tous publics avec avertissement

## Distribution
- Denzel Washington (VF : Emmanuel Jacomy et VQ : Jean-Luc Montminy) : Frank Lucas
- Russell Crowe (VF : Marc Alfos et VQ : Pierre Auger) : l'inspecteur Richie Roberts
- Chiwetel Ejiofor (VF : Christophe Lemoine et VQ : Thiéry Dubé) : Huey Lucas, le frère de Frank
- Josh Brolin (VF : Bernard Métraux et VQ : Gilbert Lachance) : l'inspecteur Trupo
- Ted Levine (VF : Jean-Jacques Moreau et VQ : Jean-Marie Moncelet) : le commissaire Lou Toback
- John Hawkes (VF : Jérôme Pauwels et VQ : Alain Zouvi) : l'inspecteur Freddie Spearman
- John Ortiz (VF : Jérôme Rebbot et VQ : Manuel Tadros) : Javier J. Rivera
- Lymari Nadal (VF : Ethel Houbiers ; VQ : Catherine Proulx-Lemay) : Eva
- Clarence Williams III (VF : Med Hondo et VQ : Mario Desmarais) : Ellsworth « Bumpy » Johnson
- Armand Assante (VF : Jean Barney et VQ : Vincent Davy) : Dominic Cattano
- Ruby Dee (VF : Denise Roland ; VQ : Élizabeth Chouvalidzé) : Mama Lucas, la mère de Frank
- RZA (VF : Luc Boulad et VQ : Tristan Harvey) : Moses Jones
- Carla Gugino (VF : Odile Cohen et VQ : Camille Cyr-Desmarais) : Laurie Roberts
- Joe Morton (VF : Paul Borne et VQ : Sylvain Hétu) : Charlie Williams
- Cuba Gooding Jr. (VF : Julien Kramer et VQ : Patrice Dubois) : Leroy « Nicky » Barnes
- Roger Guenveur Smith (VF : Marc Saez et VQ : Daniel Picard) : Nate
- Common (VF : Mark Grosy) : Turner Lucas, le frère de Frank
- KaDee Strickland (VF : Sophie Riffont ; VQ : Hélène Mondoux) : Sheilah
- Idris Elba (VF : Jean-Paul Pitolin ; VQ : Marc-André Bélanger) : Tango
- T.I. (VF : Thomas Roditi ; VQ : Nicholas Savard L'Herbier) : Steve Lucas, le neveu de Frank
- Warner Miller : Melvin Lucas, le frère de Frank, Turner, Huey, Terrence et Dexter et oncle de Steve
- J. Kyle Manzay : Dexter Lucas, le frère de Frank, Turner, Huey, Terrence et Melvin et oncle de Steve
- Albert Jones : Terrence Lucas, le frère de Frank, Turner, Huey, Dexter et Melvin et oncle de Steve
- Norman Reedus : l'inspecteur Norman Reilly
- Ric Young (VF : Féodor Atkine ; VQ : François Sasseville) : le général Khun Sa
- Yul Vazquez (VQ : Louis-Philippe Dandenault) : Alfonse Abruzzo
- Malcolm Goodwin (VF : Jean-Baptiste Anoumon ; VQ : Antoine Durand) : Jimmy Zee, le cousin de Frank
- Ruben Santiago-Hudson : Doc
- Kathleen Garrett : Mme Cattano
- Ritchie Coster (VF : Michel Dodane ; VQ : Jacques Lavallée) : Joey Sadano
- Kevin Corrigan (VQ : François L'Écuyer) : Campizi
- Jon Polito : Rossi
  - Voix additionnelles : Cédric Dumond

- Version française
  - Société de doublage : Symphonia Films
  - Direction artistique : Michel Derain
  - Adaptation des dialogues : Thomas Murat

Sources et légende : version française (VF) sur AlloDoublage et RS Doublage. Version québécoise (VQ) sur Doublage Québec

## Production

### Genèse et développement
Le film devait initialement être réalisé par Antoine Fuqua, mais la version de celui-ci capote. Terry George fût intéressé avant de se désister. Le projet est ensuite repris par Ridley Scott qui reprit le film pour un budget inférieur.
David Fincher était également intéressé par la réalisation du film lorsqu'il s'appelait Superfly mais il n'avait pas encore de budget suffisamment élevé pour le faire.

### Choix des acteurs
Pour le rôle de Frank Lucas, Denzel Washington était directement le premier choix. En cas de refus de ce dernier pour ce rôle, le deuxième choix aurait été Will Smith. Quand Terry George était attaché au projet, il voulait Don Cheadle pour le rôle.
Pour le rôle de Richie Roberts, Russell Crowe et Brad Pitt étaient les deux premiers choix de Ridley Scott. Crowe fût choisi lorsque Pitt déclina l'offre pour conflits d'emploi du temps. Benicio del Toro et Ray Liotta furent également sollicités pour le même rôle lorsqu'Antoine Fuqua était encore attaché au projet. Lorsque Terry George fût attaché au projet, son choix pour le rôle était Joaquin Phoenix.
Pour le rôle du policier corrompu Trupo, James Gandolfini fût le premier choix mais il déclina l'offre et le rôle fût incarné par Josh Brolin.
Pour le rôle d'Eva, le premier choix était Dania Ramirez.

## Bande originale
Denzel Washington tente initialement de convaincre Brian Grazer d'engager le rappeur Jay-Z pour la bande originale, mais le producteur préfère utiliser des chansons datant de l'époque de l'intrigue. L'une des bande-annonces utilise cependant le titre Heart of the City (Ain't No Love) du rappeur. Ce dernier est même invité à une projection privée du film. Celui-ci aura une profonde résonance pour Jay-Z, qui décidera d'enregistrer un Album-concept intitulé American Gangster.
Finalement, la bande originale du film contient des chansons des années 1960-1970. Le chanteur Anthony Hamilton enregistre cependant deux titres inédits et interprète une chanson dans une scène du film. La musique originale est composée par Marc Streitenfeld, qui avait déjà travaillé le précédent film de Ridley Scott, Une grande année.
Liste des titres
1. Anthony Hamilton - Do You Feel Me
2. Lowell Fulson - Why Don't We Do It in the Road?
3. John Lee Hooker - No Shoes
4. Bobby Womack - Across 110th Street
5. Anthony Hamilton - Stone Cold
6. Sam & Dave - Hold On, I'm Comin'
7. The Staple Singers - I'll Take You There
8. Public Enemy - Can't Truss It
9. Hank Shocklee - Checkin' Up on My Baby
10. Hank Shocklee - Club Jam
11. Hank Shocklee - Railroad
12. Hank Shocklee - Nicky Barnes
13. Marc Streitenfeld - Hundred Percent Pur
14. Marc Streitenfeld - Frank Lucas

## Accueil

### Critiques
La revue agrégée Rotten Tomatoes rapporte que 80 % des critiques ont donné au film un avis positif basé sur 211 commentaires, avec une note moyenne de 7⁄10, le consensus étant : « American Gangster est un retour sobre et divertissant aux films de gangsters classiques, avec ses interprètes principaux tirant à fond sur tous les cylindres. » Sur Metacritic, le film a une note de 76⁄100 basée sur 38 avis[réf. nécessaire].

### Box-office
| Pays ou région | Box-office        | Date d'arrêt du box-office | Nombre de semaines |
| -------------- | ----------------- | -------------------------- | ------------------ |
| États-Unis     | 130 164 645 $     | 31 janvier 2008            | 13                 |
| France         | 1 219 831 entrées |                            | 12                 |
| Total mondial  | 266 465 037 $     | -                          | -                  |

## Distinctions
- Nominations à la 80e cérémonie des Oscars :
  - Meilleure actrice dans un second rôle (Ruby Dee).
  - Oscar des meilleurs décors.

## Autour du film

### À noter

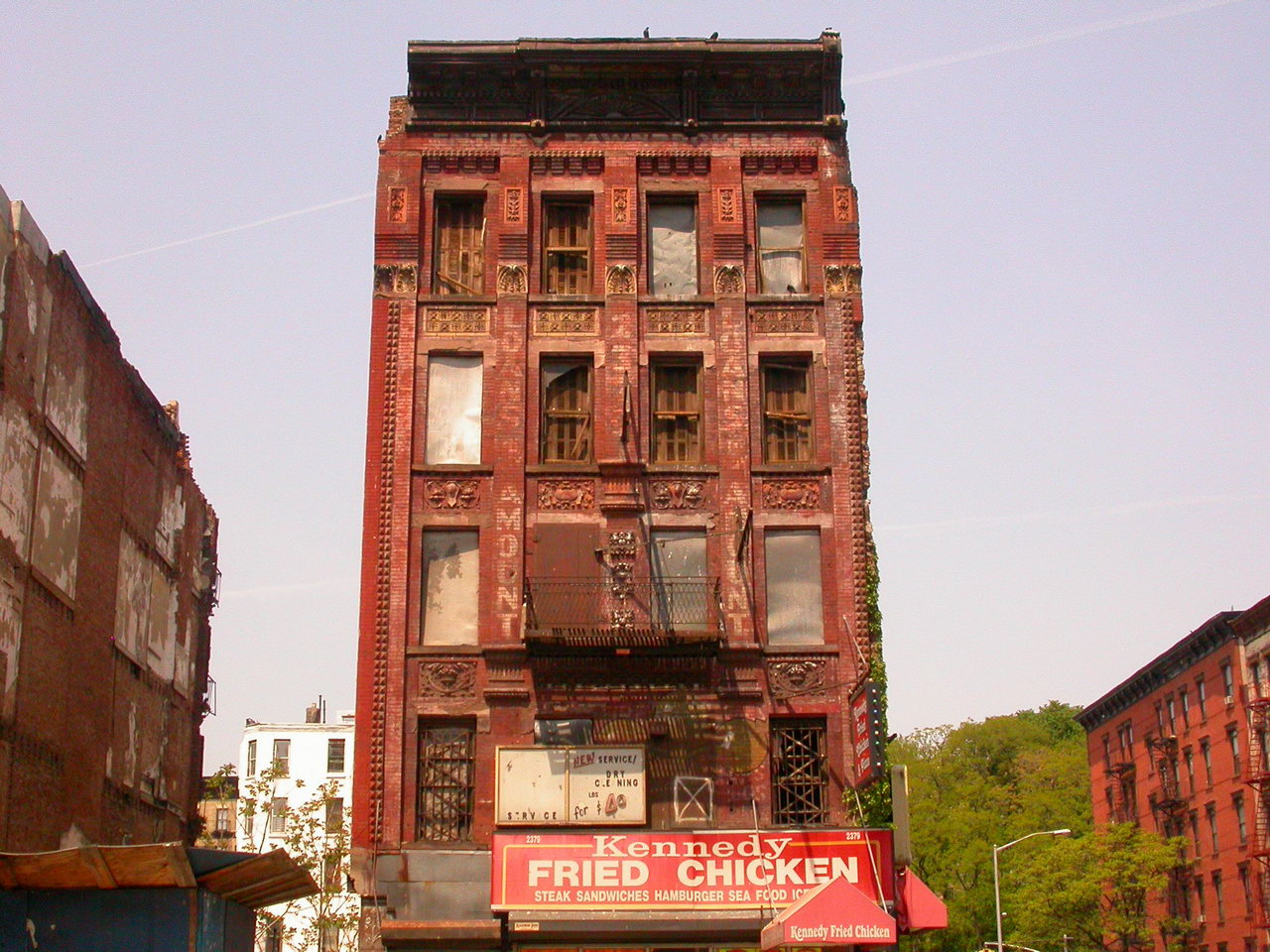
Lieux du tournage du film.

- C'est la première fois que Denzel Washington travaille sous la direction de Ridley Scott, tandis que Russell Crowe, quant à lui, travaille pour la troisième fois avec le réalisateur britannique. Washington a travaillé avec le frère cadet de Ridley, le réalisateur Tony Scott, sur cinq longs-métrages de 1995 à 2010.
- Au cours d'une scène où Frank Lucas dévoile son business à ses cousins en leur montrant comment on prépare la drogue, dans un appartement, on voit une émission dans l'écran de la télévision. C'est Free to Choose, une émission des années 1980 de l'économiste Milton Friedman qui prône des valeurs libérales, notamment les vertus du marché libre et la libéralisation de la drogue. Ceci peut donc être pensé comme un clin d'œil à ces valeurs que Frank Lucas semble défendre.
- Dans l'histoire réelle, une fois Frank Lucas mis en prison, Richie Roberts et Frank Lucas devinrent des amis proches, à tel point que Richie Roberts paya les études des enfants de Frank Lucas.
- Le contrat de Denzel Washington prévoyait qu'il soit payé même si on annulait le film. Or le film fut annulé une première fois et repris. Denzel Washington reçut donc deux salaires pour le même film[10].
- Dans son album Drôle de parcours, le rappeur français La Fouine, cite à la fin de sa chanson « Quand je partirai », la fameuse phrase de Dominic Cattano : « Ce n'est pas compliqué. On réussit, on se fait quelques ennemis, ou alors on loupe son coup et on se fait quelques amis. C'est une question de choix. »
- Un documentaire de Marc Levin, Mr Untouchable, sorti en 2007, raconte la véritable histoire de Leroy Nicky Barnes.
- Les anciens agents de la DEA, Jack Toal, Gregory Korniloff et Louis Diaz ont intenté une action en justice contre Universal pour diffamation. La poursuite a finalement été classée par la juge de district américaine Colleen McMahon.

### Version longue
Une version director's cut plus longue de 16 minutes est disponible sur le DVD du film,. Le DVD est paru avec possibilité de lecture de la version cinéma ou la version longue. Toutefois, les scènes rajoutées dans la version longue ne furent pas doublées. On trouve également deux scènes supplémentaires dont le mariage de Frank.

### Jeu vidéo
American Gangster: The Mobile Game, jeu vidéo adapté du film édité par Gameloft, est sorti le 21 décembre 2007 sur téléphone mobile puis le 13 mai 2009 sur BlackBerry.